# Cannibals Šumperk
Cannibals Šumperk je baseballový klub ze Šumperka, založený v roce 1991, přičemž baseball se zde hrál od roku 1990. Hráči klubu se pravidelně účastní Severomoravského okresního přeboru mládeže a Českého baseballového poháru mužů. Předsedou je Tomáš Cahlík.
Domácí hřiště se nachází v Šumperku v městské části Temenice.

## Historie

### 1990 - Počátky baseballu (pálkované) v Šumperku
Počátky baseballu (pálkované) v Šumperku a první městské zápasy. Na konci osmdesátých let se na 4. základní škole v Šumperku Temenici hraje „PÁLKOVANÁ“ jako doplňkový sport pro atletické třídy. Ve stejnou dobu přichází na 3. základní školu v Šumperku americký lektor, který organizuje první nedělní zápasy mezi učiteli a žáky.

### 1991 - Založení oddílu
V červnu 1991 se hraje první meziškolní zápas v softballu mezi Red Devils ze 4. ZŠ a White Stars ze 3. ZŠ. Z těchto dvou družstev vybírá Roman Lipavský skupinu jedenácti hráčů, a v září 1991 zakládá při Vile Doris baseballový oddíl Cannibals Šumperk.

### 1992
„Kanibalové“ přihlašují do severomoravské ligy kadetů a hned v prvním roce získávají bronzové medaile.

### 1994 - 1995
Cannibals stávají vítězi juniorské ligy a na mistrovství České republiky obsazují 5. a 6. místo. Hráči se pravidelně dostávají do reprezentace České republiky.
Od roku 1994 se „Kanibalové“ pravidelně dostávají do reprezentačních týmů České republiky, a to ve všech mládežnických kategoriích.

### 1996 - 1998
Družstvo mužů hrálo druhou nejvyšší soutěž v republice. Pro nevyhovující hřiště muselo být družstvo mužů rozpuštěno.

### 1999
Šumperští hráči hrají v jiných extraligových týmech republiky.

### 2000 - Počátky nového hřiště
V závěru roku se získal pozemek pro výstavbu baseballového hřiště před střelnicí v Šumperku – Temenici.

### 2001
Vedení oddílu ve spolupráci s Městským úřadem Šumperk podílí na přípravě projektu hřiště.

### 2002
Ve spolupráci s Městským úřadem Šumperk a sponzory probíhají práce na výstavbě baseballového hřiště v Šumperku – Temenici. 
Žáci, kadeti i muži obsadili první místo v oblastním přeboru. Muži si vybojovali postup do Českomoravské ligy. Kadeti získali 3. místo jak v Českém baseballovém poháru, tak na MČR. Mladší kadeti obhájili 3. místo na MČR z loňského roku, žáci získali na Mistrovství republiky 5. místo a v kategorii T-ballu vybojovali 4. místo v rámci republiky.

### 2003
Pokračuje výstavba hřiště.
Muži si udrželi i pro příští rok účast v ČML. Všechna mládežnická družstva si vybojovala účast na republikových mistrovstvích. Kadeti obsadili 4. místo, ml. kadeti 5. místo a žáci 6. místo.

### 2004 – Výstavba hřiště
Pokračuje výstavba hřiště a bliží se do finále.
Na podzim bylo velmi úspěšné období, mladší kadeti vybojovali na MČR první mistrovský titul pro Cannibals, žáci skončili třetí a starší kadeti čtvrtí v republice. Muži si proti loňskému roku polepšili o dvě příčky a skončili v ČML na 6. místě.

### 2005
Podepsána smlouva s městem Šumperk na dlouhodobý pronájem hřiště. 
Muži uhájili příslušnost 2. nejvyšší soutěže, skončili na 9. místě. Kadeti obsadili na MČR 4. místo, mladší kadeti a žáci skončili v oblastním přeboru na 4. místě. Mladší žáci pak na open MČR vybojovali 4. místo.

### 2006 - Rozšíření hřiště a tribuny
Dostavba dětského hřiště a dostavba tribun.
Klubu bylo přiděleno pořadatelství open MČR mladších žáků. 
Muži si proti loňskému roku polepšili a skončili na 7. místě v ČML. Starší i mladší kadeti vyhráli oblastní přebor. Na MČR obsadili kadeti 4. a mladší kadeti 6. místo. Žáci obsadili v oblasti 5. místo. Mladší žáci skončili na „domácím“ Open MČR na pátém místě.

### 2007
Počátkem roku nám přiděleno spolupořadatelství ME žáků (ve spolupráci se Skokany Olomouc). 
V červnu bylo také uspořádáno ČBP žáků za účasti 11 týmů z celé republiky, na kterém Cannibals žáci obsadili 3. místo. Žáci i kadeti obsadili shodně v oblastním přeboru 2. místo. Na MČR skončili žáci na posledním, 8. místě, kadeti obsadili 6. příčku. Muži dosáhli svého dosavadního maxima, když obsadili 4. místo v ČML.

### 2008
Klub pořádá ČBP mladších kadetů za účasti 8 týmů z celé republiky. (Cannibals na tomto turnaji nestartovali.) 
V září uspořádali Mistrovství republiky v kategorii mladších kadetů. 
Muži skončili na 3. místě ČML a sahali po baráži o EXL. Mladší kadeti a kadeti obsadili na MČR shodně 8. místo. Klub získal příspěvek na stavbu hřiště.

### 2009 - Havraní pálka
Mladší kadeti si druhým místem zajistili účast na mistrovství republiky, kde obsadili 6. místo. 
Poprvé se uskutečnil turnaj školních družstev pod záštitou Vily Doris – Havraní pálka.

### 2010 - Softball
Nejmladší hráči se účastnili Severomoravské oblastní soutěže. 
Poprvé se do oblastní soutěže přihlásil softballový tým dívek, které získaly v soutěži první výhry. 
Mužský tým si zajistil účast v play-off a obsadil konečné 4. místo.

### 2011
Žáci slušně rozjetou sezonu bohužel nedokázali přetavit v medaili a nakonec skončili na nepopulárním čtvrtém místě.
Mladší kadeti opět v oblastní soutěži bojovali o přední umístění a nakonec obsadili druhou příčku za Arrows Ostrava.
Letošní sezona pro kategorii mužů nedopadla vůbec podle předpokladu. Tým, pod vedením Antonína Kurečky kvůli řadě zraněných hráčů a ukončení kariery, odstoupil před podzimní částí ze soutěže a působení v ČML ukončil předčasně.
Turnaj Havraní pálky se opět konal na Šumperském hřišti. V letošním roce se počet účastníků rozrostl, když se zúčastnily i školní týmy z Rudy nad Moravou nebo z Mohelnice.

### 2012
Po relativně úspěšné loňské sezoně se nepodařilo naplnit cíle a tým žáků, po doplnění staršími hráči z řad mladších kadetů, účastnit závěrečného turnaje v podobě Mistrovství republiky.
Mladší kadeti byli doplněni nadějnými hráči z kategorie žáků a bylo na nich znát, že se ještě na větším hřišti necítí nejlépe. I přes velkou snahu byli někteří soupeři nad jejich síly a závěrečný turnaj v podobě postupu na MČR jim unikl.
Po loňském rozšíření účastníků na školním turnaji Havraní pálky se podařilo ještě zvětšit zájem o tuto akci a to přitáhlo i další školy. Kromě tradičních účastníků se přidaly i další základní školy ze Šumperka.

### 2013
Po slibné loňské sezoně chtěli bojovat v kategorii mladších kadetů o mety nejvyšší. V konkurenci týmů z Frýdku-Místku, Ostravy a Olomouce se však nedokázali kvalitně prosadit a skončili na nepopulárním čtvrtém místě.
Po výpadku ze sezony 2012/2013 byla cílem účast v severomoravské oblastní soutěži. Po odstoupení některých týmů těsně před začátkem soutěže, vedení oblasti soutěž zrušilo a jediným cílem mužů byla účast v Českém baseballovém poháru. Na tým Draků Brno ovšem nestačili a do dalšího kola nepostoupili.

### 2014
V sezoně 2014/2015 byli obnoveny kategorii nejmenších hráčů a hráček. Pro rozkoukání nových hráčů v baseballu a přihlásili je do zimní ligy. Na vítězství to ještě nebylo, ale rozhodně se mezi týmy Ostravy, Olomouce, Frýdku-Místku a Gepardy Žory neztratili.
Do oblastní soutěže se kromě zimních soupeřů přihlásil i tým Silesia Rybnik. Sezona byla rozepsána formou turnajů u každého týmu. V konečném zúčtování baseballisté skončili předposlední.
Kromě oblastní soutěže se zúčastnili i Bronzového superpoháru hráčů do 10 let a Českého baseballového poháru hráčů do 8 let. Oba turnaje se rozhodli také uspořádat. Turnaje byli vydařené ačkoli Cannibals nevyhrály. V Českém baseballovém poháru se dokonce představily týmy z celé Moravy a ne jen z oblasti. Pohár nakonec putoval do Třebíče, když jejich hráči dokázali ve finále rozdrtit Brněnské Draky. Na stupních vítězů je doplnili Arrows Ostrava.
Další kategorií mládeže, která se účastnila oblastního přeboru, byli mladší kadeti. Kategorie do 13 let nebyla tolik obsazená, jako nejmenší, ale i tak měli mezi soupeři jeden polský tým. Chtěli hrát o postupová místa na Mistrovství republiky, nicméně se nepodařilo plány dotáhnout do úspěšného konce.
Posledním zástupcem Cannibals na poli baseballu v České republice byli muži. Jejich prioritou byl Česky baseballový pohár a nasazení do druhého kola slibovalo hned na začátek silného soupeře. Proti týmu Nuclears Třebíč nastoupili v nejsilnější sestavě a bylo to znát. V devítisměnové bitvě nakonec vedoucí tým Českomoravské ligy porazili 7:5 a mohli se připravovat na skutečnou výzvu. V dalším kole na je čekal tým Draci Brno – nejúspěšnější tým republiky. Koncem září si někteří splnili sen a zahráli si skvělí zápas. Rozhodně tým nebyl jen do počtu, ale nakonec podlehli a dál postoupil tým z Brna.